# 原爆体験記 (広島市)
原爆体験記（げんばくたいけんき）は、1965年7月、広島市原爆体験記刊行会編により朝日新聞社から刊行された書籍である。

## 概要
戦後、最も早い時期に編纂された原爆体験記の一つであるが、占領軍により配布を禁止されたため、長期間にわたり公刊されなかった（後出）。
1965年に初めて公刊された朝日新聞社版には体験記29篇が収録されているが、本書の最初の編纂よりやや遅れて編集・刊行された長田新編の文集『原爆の子〜広島の少年少女のうったえ』（1951年10月刊）が、当時学童・学徒であった少年少女たちの作文を中心とし、主として子どもの視点からの被爆体験を扱っているのに対し、本書は多様な職業に就いていた幅広い世代の市民による、さまざまな視点からの体験記が収録されている点に特色がある。また被爆して間もない時期に執筆されたことから、被爆時の生々しい描写が多い反面、反戦・反核や平和のメッセージが少ないことも特徴としてあげられる。
体験記29篇のうち男性によるものは21篇、女性によるものは8篇であり、執筆者は被爆当時の年齢で8歳の小学生（国民学校生）を最年少に、10歳未満が2名、10代が8名、20代が5名、30代が3名、40代が5名、50代が4名、年齢不詳が2名である。学童・学徒（小学生4名・中等学校生4名・（旧制）専門学校生1名）を除けば職種は会社員・事務員・軍人・教員のほか自動車運転手・貸席業主など多様であり、また被爆時の場所も、ほぼ爆心直下の燃料会館で被爆した男性事務員（当時47歳）を筆頭に、爆心地から1km以内が4名、1km〜2km未満が13名、2km〜3km未満が5名、3km〜4km未満が3名、4km以上が4名で、さまざまな状況での原爆体験を記したものが選ばれている。

## 刊行の経緯
広島市は被爆5年の1950年、浜井信三市長の発案で市民による原爆被爆体験記録文集の刊行を企図し広く手記を募集した。この結果同年6月から7月にかけて164篇（ないし165篇）の応募があり、市当局（広島市原爆体験記刊行会）はこのうち18篇を原文のまま、および特色ある体験の抜き書き16項を収録した130頁の小冊子『原爆体験記』を印刷・製本し、同年夏の公刊を目指した。しかし同書は占領軍により「反米的」内容であるという理由から配布禁止処分を受けたため、関係者のみに配布されたものの、市民に広く配布されることはなくその後15年間も広島市役所の倉庫でほこりを被ったまま保管されていた。
この間、広島市はこの文集の再出版を企画していたが、1965年、朝日新聞などの報道によりこの文集の存在が明らかにされると、朝日新聞社は浜井市長の許諾を受け、浜井による序文「はじめに」および作家・大江健三郎による書き下ろしの解説「何を記憶し、記憶しつづけるべきか?」などを付して、初めてこの文集を公刊した。この際、初版の18篇に加えてかつて応募されたもののなかから新たに11篇が選ばれ計29篇が収録された。この時、手記の執筆者について追跡調査がなされ、24名の執筆者（うち3名はこの時点で既に死去）については確認がとれたものの、残る執筆者5名は消息不明であったため若干名については名前を仮名とする措置がとられた。
その後本書は1975年、朝日新聞社（現・朝日新聞出版）刊の朝日選書の1冊として改版され、現在も版を重ねている。また、市民から送られた手記の原本は広島市によって保存され、市公文書館の発足に際して移管されたが、自らも被爆者である葉佐井博巳・広島大学名誉教授により2009年以降、2年をかけて電子データで復元され、執筆者のデータベースも索引として作成された。